# 妙顕寺 (京都市)

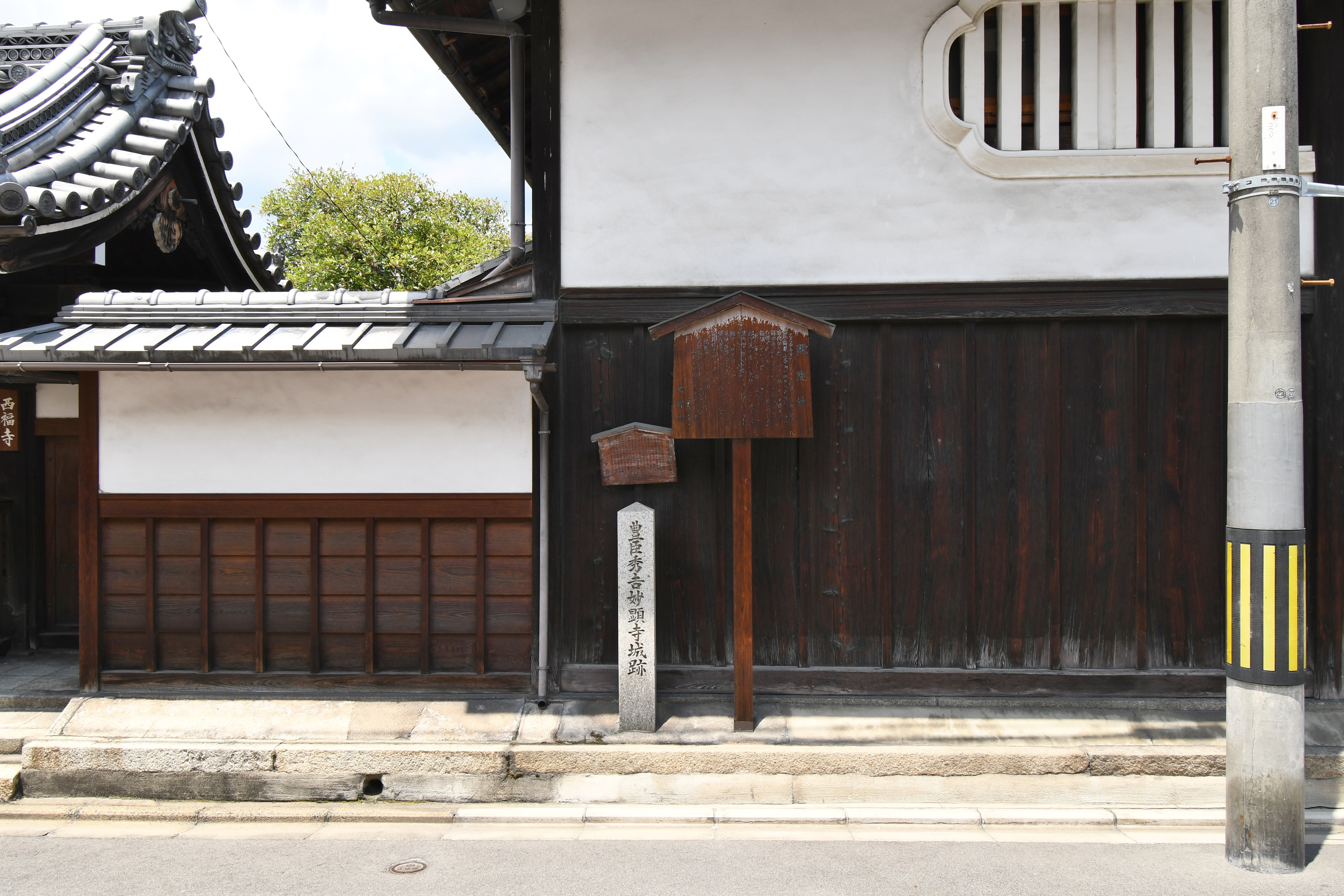
妙顕寺城跡碑。豊臣秀吉が建てた。京都市中京区押小路通小川西入る

妙顕寺（みょうけんじ）は、京都市上京区妙顕寺前町にある日蓮宗の大本山の寺院。山号は具足山。本尊は三宝尊。塔頭が九院ある。「四海唱導」「四条門流」とも呼ばれる。妙顕寺、妙覚寺、立本寺の三寺で「龍華の三具足（りゅうげのみつぐそく）」と呼ばれている。現住は68世及川日周貫首（本山妙覚寺より晋山・奠師法縁）。

## 歴史
妙顕寺は、日蓮の遺命を受けて京都で布教中だった日像が、元亨元年（1321年）に後醍醐天皇より寺領を賜って今小路（現・京都市上京区大宮通上長者町）に建立された、日蓮宗で初となる京都での本格的な寺院である。なお、師であり兄でもある六老僧の日朗から日像あての書状には「綾小路大宮の御坊」とあり、元亨以前に綾小路大宮（現・下京区）に布教の拠点があったとみられている。建武元年（1334年）には後醍醐天皇より綸旨を賜り勅願寺となり、正式に宗派として公認された。これにより、京都における法華宗の根本をなす寺院となった。
暦応4年（1341年）、光厳上皇の院宣により、四条櫛笥（現・京都市下京区と中京区の境）に移転した。翌康永元年（1342年）に備前法華の祖と仰がれる大覚が妙顕寺2世となり、法華宗の発展に大きく寄与することとなった。
嘉慶元年（1387年）に、比叡山延暦寺の衆徒により伽藍が破却されると、寺は若狭国小浜に避難している。明徳4年（1393年）、足利義満の斡旋により、三条坊門堀川（現・中京区堀川御池）に伽藍を再建し、寺号を妙本寺と改めた。応永18年（1411年）には足利義持の祈願寺となっている。
応永20年（1413年）、寺は比叡山の衆徒により再び破却され、永正18年（1521年）に、足利義稙の命により二条西洞院（現・中京区）に再建された。その後、永正・大永年間（1504年 - 1528年）に寺号を妙顕寺に戻している。
天文5年（1536年）に天文法華の乱で伽藍を焼失すると、寺は堺に避難するが、天文11年（1542年）、後奈良天皇は法華宗帰洛の綸旨を下し、堺に避難していた法華宗寺院は相次いで京に戻った。妙顕寺は天文17年（1548年）に二条西洞院に再建されるが、天正12年（1584年）、羽柴秀吉の命により現在地に移転した。そして秀吉は妙顕寺跡地に二条第妙顕寺城を築く。
天明8年（1788年）の天明の大火により焼失するが、その後再建されている。
境内の西に隣接して裏千家今日庵と表千家不審菴がある。

## 境内
- 大本堂（京都府指定有形文化財） - 1975年（昭和50年）に天井が崩れ落ち、大修理が行われた。格天井にはその時の寄進者達の家紋が描かれている。
- 龍神廟 - 八房大龍神を祀る。
- 龍神池
- 十一重石塔「寿福院塔」 - 前田利家の側室で、利常の母である寿福院が生前に建立した逆修の石塔。
- 勅使門
- 大玄関
- 方丈
- 庭園「孟宗竹の坪庭」
- 書院
- 庭園「抱一曲水の庭」 - 酒井抱一作の「観世音図」に因んだ草木が植えられている。
- 奥書院
- 庭園「光琳曲水の庭」 - 尾形光琳の作品を模して作庭されている。文献では寺のどこかに尾形光琳が作庭した庭があったとある。天明8年（1788年）の天明の大火後に作庭された。
- 宝物殿
- 宿坊
- 大客殿
- 庭園「四海唱導の庭」
- 鬼子母神堂（尊神堂） - 歴代の天皇が祈願してきたことから天拝鬼子母神と呼ばれている。
- 慶中稲荷社 - もとは宮中に祀られていた慶中稲荷大菩薩を祀る。
- 三菩薩堂（祖師堂） - 三菩薩と呼ばれる日蓮大菩薩、日朗菩薩、日像菩薩と大覚を祀る。天明の大火後に再建された際には仮本堂とされていた。
- 御真骨堂（鍾真窟） - 三菩薩の遺骨を祀る。
- 納骨堂
- 北辰妙見大菩薩
- 鐘楼 - 1965年（昭和40年）にかつて五重塔があったこの場所に移す。梵鐘（京都府指定有形文化財）は正徳3年（1713年）の造立。
- 総門（大門、重要文化財）
- 塔頭
  - 久本院
  - 十乗院（十乘院）
  - 泉妙院 - 尾形光琳の墓がある。
  - 法音院
  - 恵命院
  - 善行院
  - 本妙院
  - 實成院
  - 教法院（敎法院）

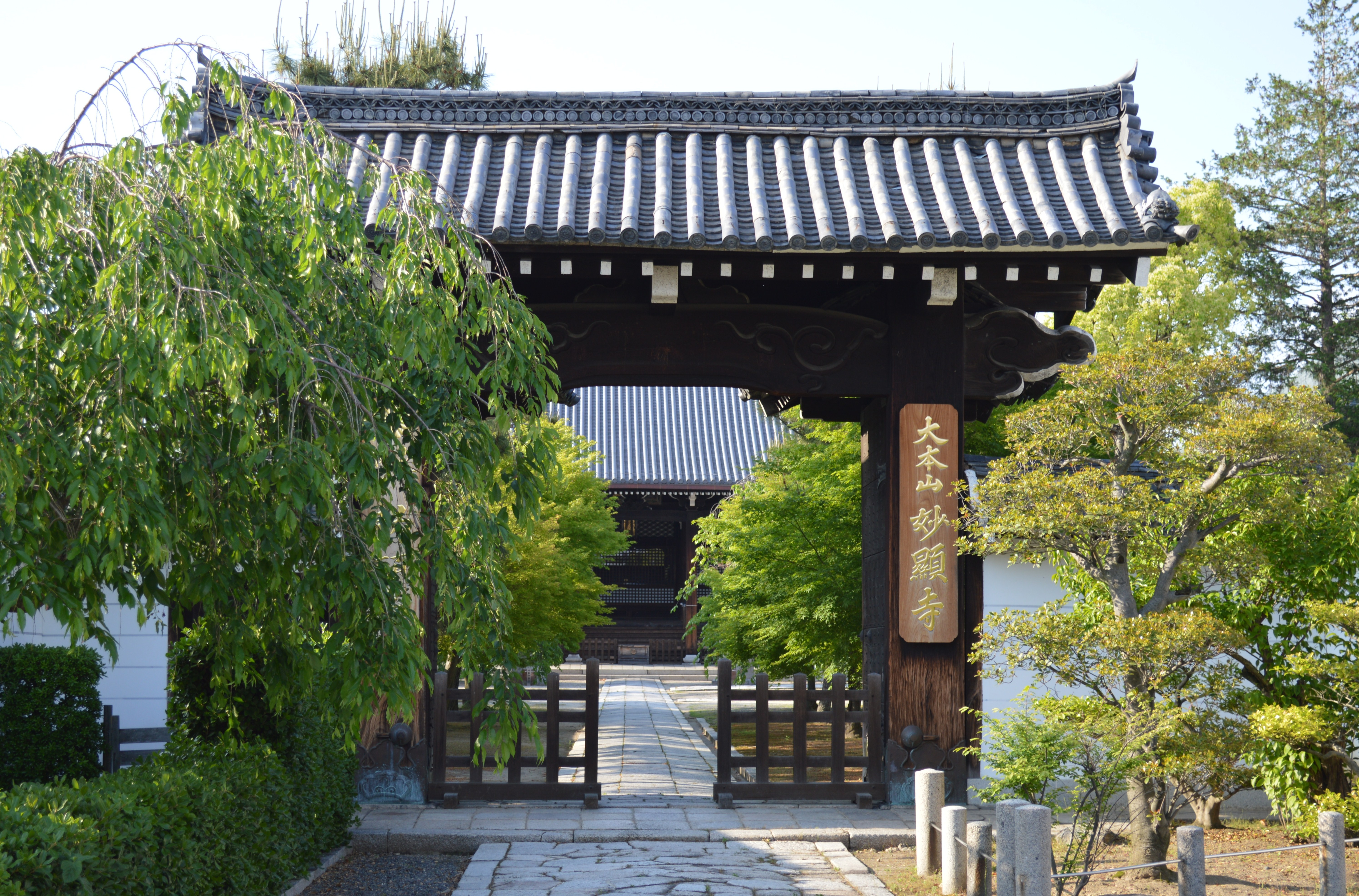
山門と参道
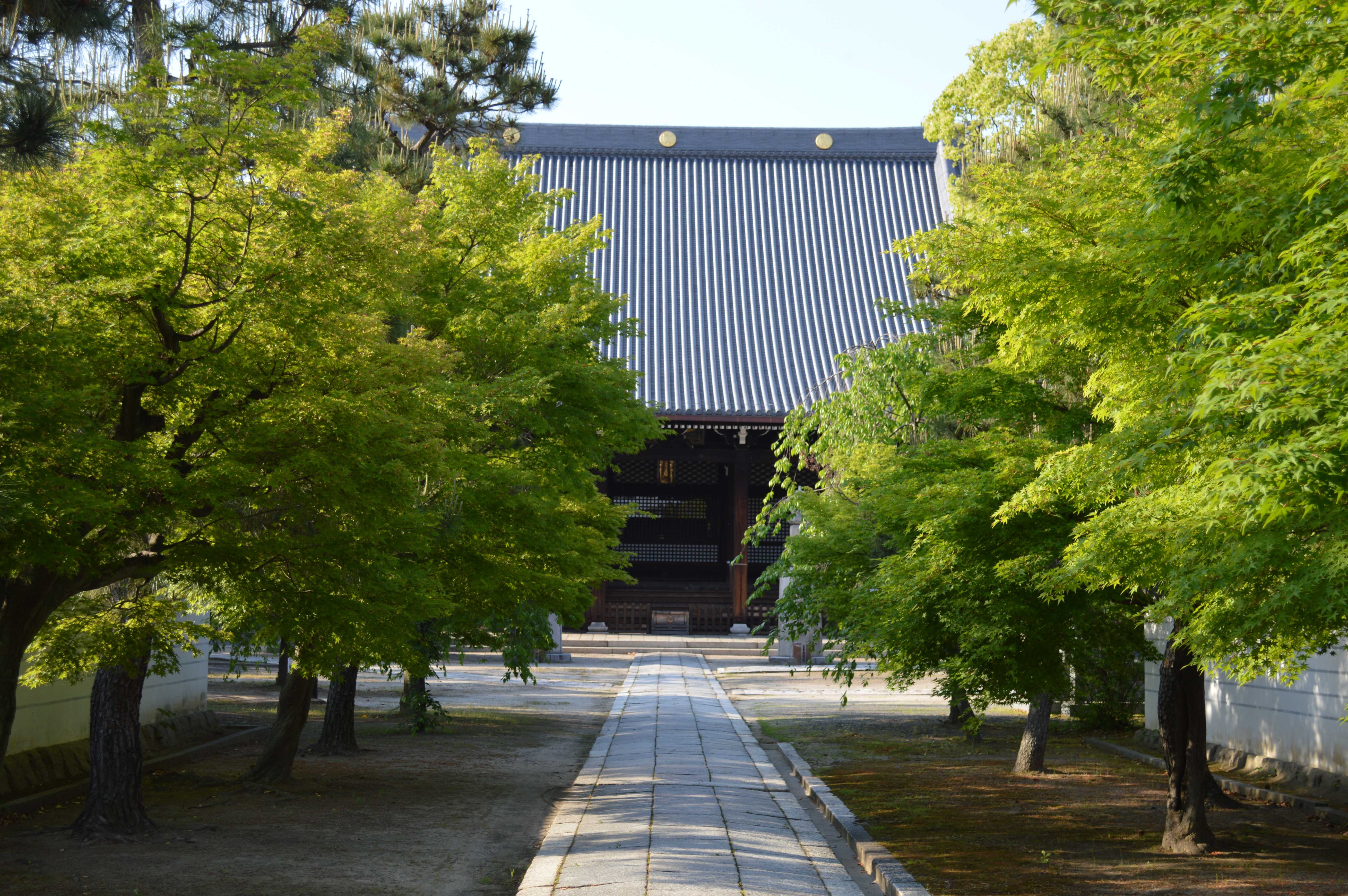
参道と大本堂
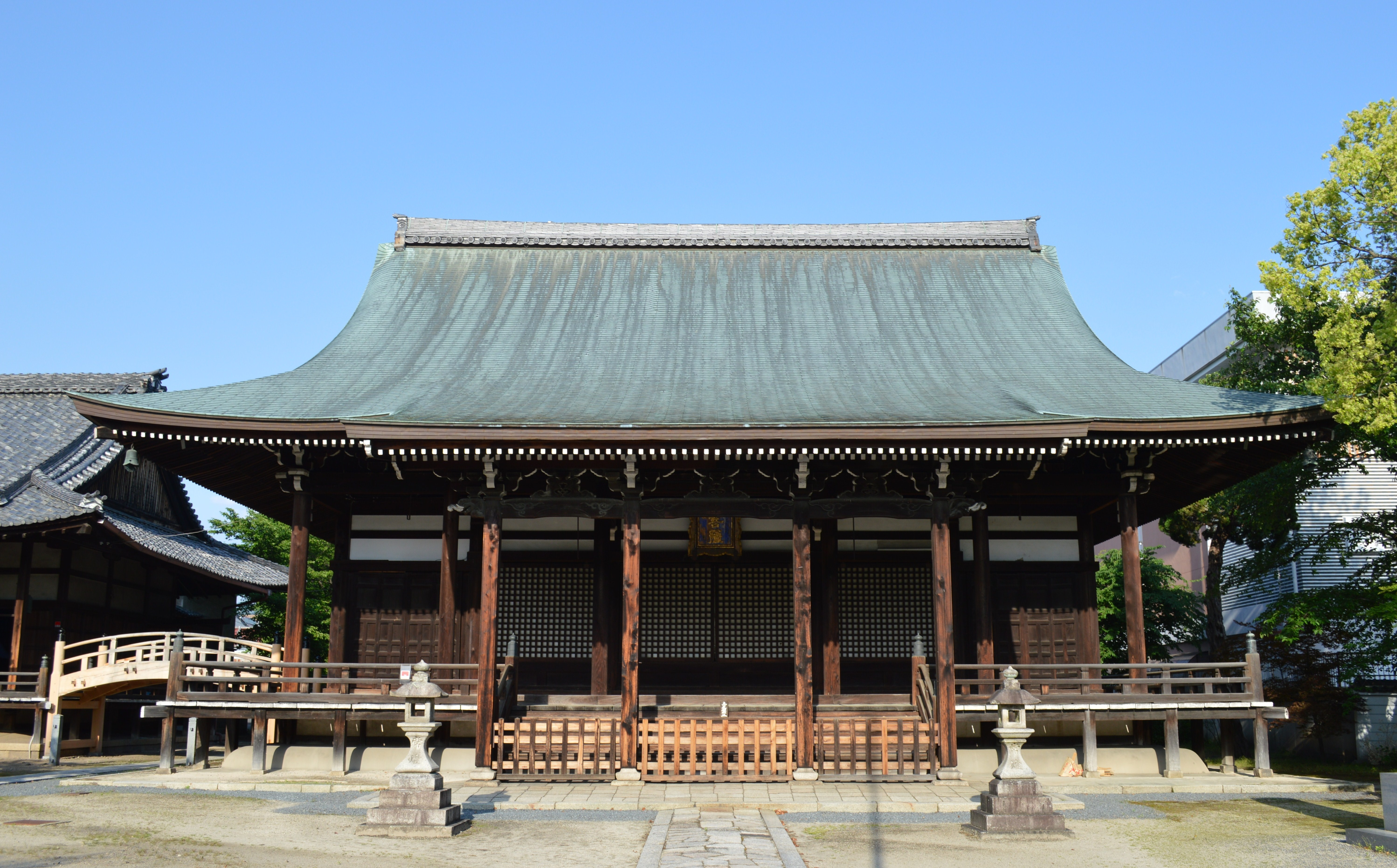
三菩薩堂
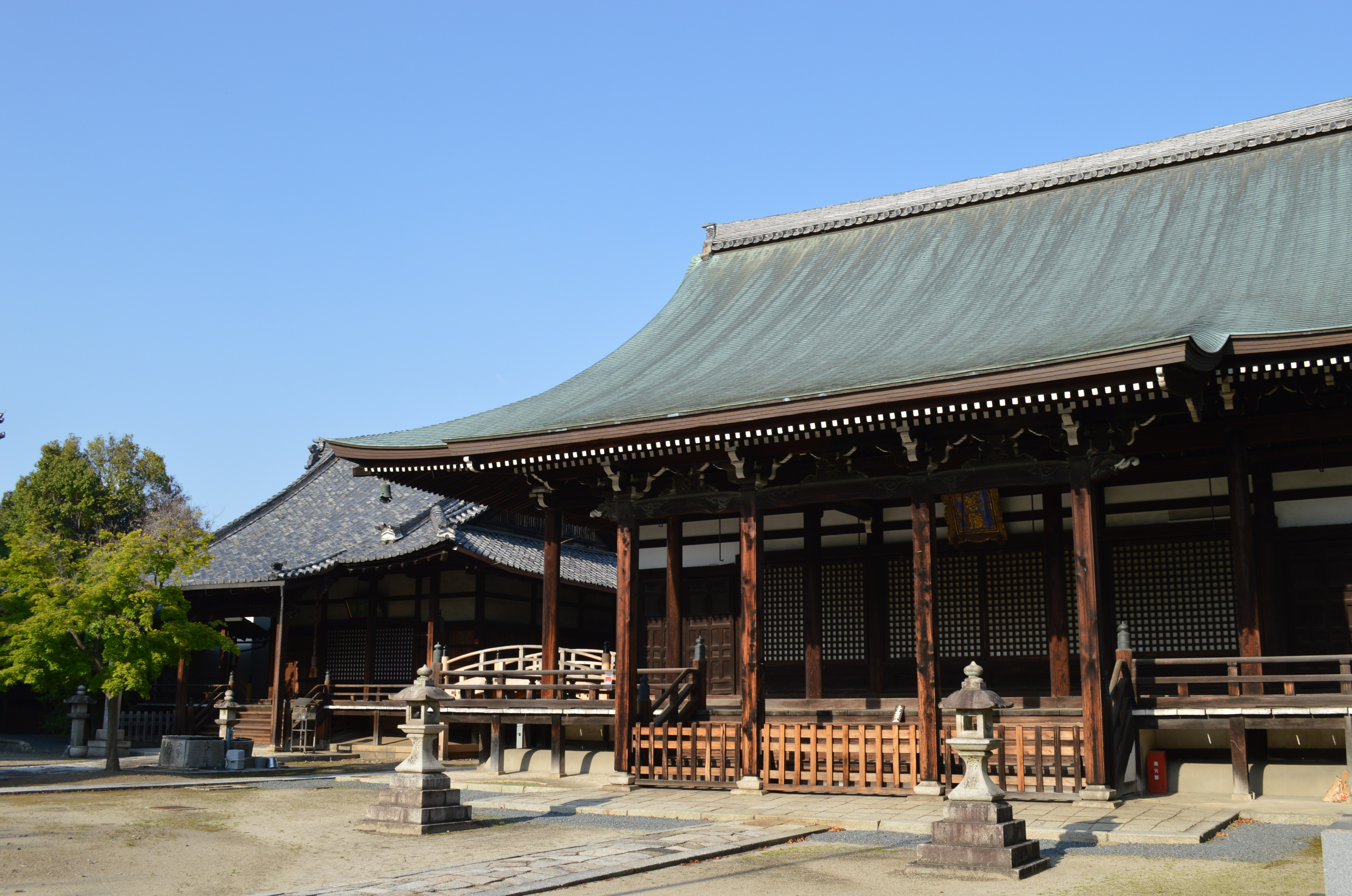
三菩薩堂（右）と鬼子母神堂（左）
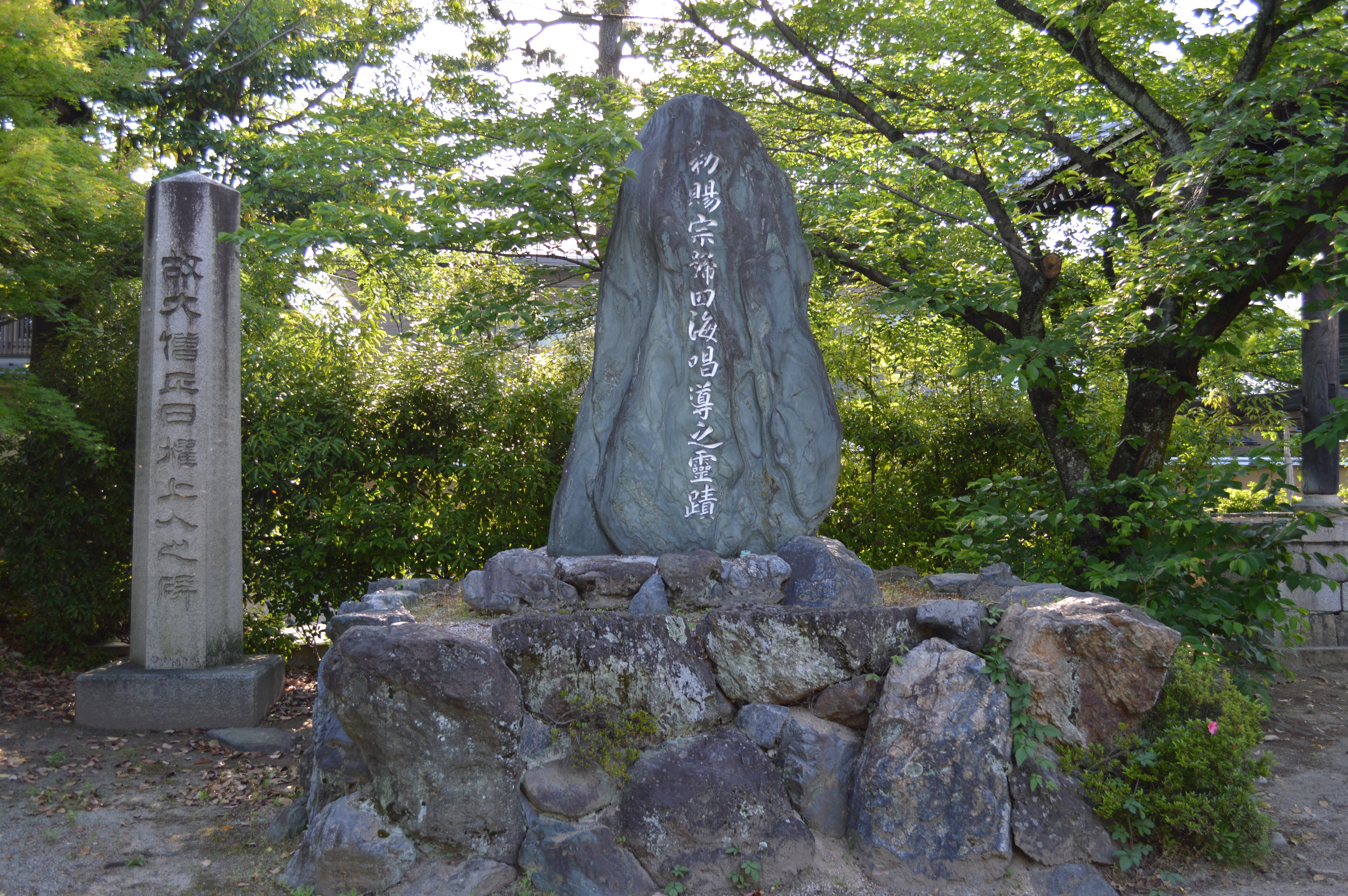
「四海唱導之霊蹟」の石碑

## 文化財

### 重要文化財
- 総門
- 妙顕寺文書（1,656通）60巻、74幅、1294通 附：蒔絵文書箱2合
- 金字法華経 巻第五（巻首伏見天皇宸翰）
- 後小松天皇宸翰消息 2幅
- 神国王書 日蓮筆 2巻
- 強仁状御返事 日蓮筆

### 京都府指定有形文化財
- 大本堂
- 梵鐘
- 紺紙金字法華経
- 白紙金字法華経

### 京都市指定文化財
- 紙本金地墨画楼閣山水図六曲屏風（狩野山楽筆）

### その他
- 玄旨伝法本尊（日蓮筆、建治元年（1275年）製作）

## 旧末寺
日蓮宗では1941年（昭和16年）に本末を解体したため、現在では、旧本山、旧末寺と呼びならわしている。

## 交通アクセス
- 京都市営地下鉄今出川駅から徒歩10分

## 人物
- 日蓮（開山）
- 日朗（二世）
- 日像（三世）
- 妙実（四世）
- 朗源（五世）
- 通源（六世）
- 月明（七世）
- 日具（八世）
- 日芳（九世）
- 日広（十世）
- 日教（十一世）
- 日尭（十二世）
- 日紹（十三世）